# The Weavers: Wasn't That a Time!
The Weavers: Wasn't That a Time! è un film documentario del 1982 sul gruppo folk The Weavers e sugli eventi che hanno portato al loro concerto del 1980 alla Carnegie Hall.
Il film è stato di ispirazione per il film del 2003 A Mighty Wind.

## Riconoscimenti

### Vinti
- Kansas City Film Critics Circle Awards 1983:
  - Miglior documentario
- American Cinema Editors 1984:
  - Premio Eddie - Miglior documentario montato

### Candidature
- Premi BAFTA 1983:
  - Premio per il documentario Flaherty - Jim Brown